# 托马索·德伊·卡瓦列里
托马索·德伊·卡瓦列里（Tommaso dei Cavalieri，约1512年至1519年—1587年）是意大利贵族，米开朗基罗最著名的倾慕对象。1532年，米开朗基罗年已57岁，结识卡瓦列里，立刻被他“无与伦比的美貌和优雅的举止”和“风度翩翩”所深深迷住，形容他是“世纪之光，全世界的典范”。根据卡瓦列里的说法，二人因对艺术的共同热爱而联结在一起。二人终身公开保持亲密关系，直到米开朗基罗于1564年去世，他们一直忠于彼此。米开朗基罗去世时，卡瓦列里在场。托马索是米开朗基罗的无数信件、诗歌和视觉艺术作品的灵感来源。但根据Gayford (2013)，米开朗基罗与托马索的关系是柏拉图式的，托马索社会地位很高，无论他的感情有多强烈，不太可能是肉体上的性关系，米开朗基罗还发表贞洁声明。